# فرنسيسكو كوردوبا
فرنسيسكو كوردوبا (بالإسبانية: Francisco Córdoba)‏ (8 سبتمبر 1988 في كولومبيا - ) هو لاعب كرة قدم كولومبي في مركز الدفاع. لعب مع أتليتيكو هويلا وإنديبندينتي ميديلين وتشارلوت إندبنتنس ولا إكويداد ‏ وديبورتيفو بيريرا وكوكوتا ديبورتيفو ‏.

## وصلات خارجية
- فرنسيسكو كوردوبا على موقع قاعدة بيانات كرة القدم.إي يو (الإنجليزية)
- فرنسيسكو كوردوبا على موقع Soccerway.com (الإنجليزية)
- فرنسيسكو كوردوبا على موقع AS.com (الإسبانية)